# 올드빅

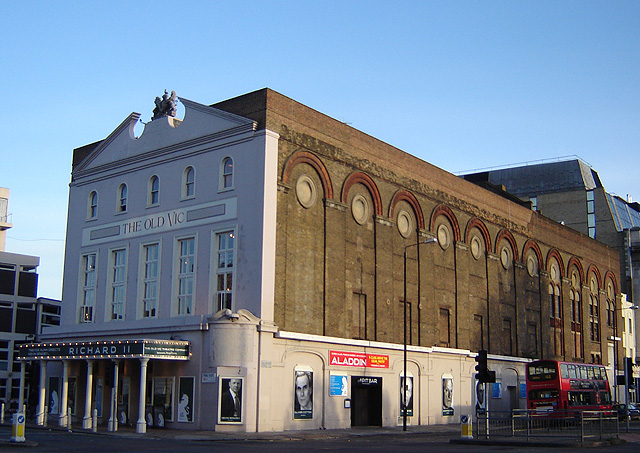
올드빅

올드빅(The Old Vic)은 런던시의 남부 워털루 역 부근에 있는 극장과 극단을 말한다. 현재의 건물은 1818년에 건립된 것이며 최초의 명칭은 로열 코바그라고 하였으나 1833년에 로열 빅토리아 홀로 개명했으며, 오늘날 그 약명(略名)이 정식 극장명으로 되어 있다.
이 극장이 오늘날의 명성을 얻게 된 것은 에마 콘스(Emma Cons)와 그 조카인 릴리언 베일리스(Lilian Baylis)의 공적이 크다는 평가를 받는다. 베일리스가 이 극장의 지배인이 된 후인 1914년 봄에 일류 배우를 동원해서 셰익스피어의 극을 상연하여 큰 성공을 거두었다. 그 이래 셰익스피어극과 오페라 및 발레를 상연하는 런던의 중심 극장으로 자리잡았다.
제2차 세계 대전 중 폭격을 받아 파괴되었으나 현재의 위치에 재건하였고, 제1폴리오판에 따른 셰익스피어의 전작품(36작품)을 상연하였다. 1963년에 극단은 해산되었고, 전용극장을 갖지 못한 국립극장(Royal National Theatre)의 임시 본거지로 사용되었다.